# Норма процента
Відсоткова ставка або ж но́рма проце́нта — кількісне вираження відсотків як економічної категорії. Розраховується як відношення річного доходу, отриманого на позиковий капітал, до суми наданого кредиту, помноженого на 100 відсотків.
(Правильне вживання «відсотка» і «процента»: «відсоток» — пропорція, частка; «процент» — вартість позичкового капіталу. Наприклад, ВВП зріс на 15 відсотків; комунальні платежі становлять 40 відсотків у структурі доходів громадян, АЛЕ: процентна ставка за депозитом; поклав гроші на депозит під 11 процентів)
Розмір процента регулюється переважно співвідношенням попиту і пропозиції позичкового капіталу. Норма процента лежить у визначеній залежності від норми прибутку: за звичайних умов середня норма прибутку є максимальною межею для норми процента.
Однак на рівень процентної ставки впливають також багато різноманітних факторів.
Процентна ставка — сума, зазначена в процентному вираженні до суми кредиту, яку платить одержувач кредиту за користування ним в розрахунку на певний період (місяць, квартал, рік).
З позиції теорії грошей, процентна ставка — це ціна грошей як засобу заощадження.
Іншими словами, процентна ставка — ціна, що сплачується за використання грошей. Звично розглядається як відсоток від кількості позичених грошей, а не як абсолютна величина. Це, як правило, розмір відсотків, за якими банк нараховує проценти за вкладами або наданими кредитами. Це відносна величина доходу за фіксований інтервал часу, вимірювана у відсотках чи у вигляді дробу.

## Класифікація процентних ставок
У фінансових розрахунках використовуються такі
види процентних ставок:
-
залежно
від бази для нарахування відсотків розрізняють прості відсотки (постійна база)
і складні відсотки (змінна база);
-
за
принципом розрахунку розрізняють ставку нарощення (декурсивна ставка)
і дисконтну ставку (антисипативна ставка);
-
за
сталістю значення процентної ставки протягом дії контракту — фіксовані і
плаваючі (фіксується чи змінюється у часі база і розмір надбавки до неї — маржі).

## Прості відсотки
Існують різні
способи нарахування відсотків від надання грошей у борг у будь-якій формі.
Відповідно застосовують різні види процентних ставок.
Відсотки
розрізняють за базою їхнього нарахування. Застосовується постійна і послідовно
змінювана база для розрахунку. В останньому випадку за базу приймається
сума, отримана на попередньому етапі нарощення або дисконтування.
При постійній
базі використовують прості відсотки, при змінній — складні процентні
ставки.
Простий відсоток розраховується за формулою
I = P*n*i,                                            (1)
де   I   – відсотки за весь термін позики;
P — початкова сума боргу;
i — ставка
нарощення (десятковий дріб);
n — термін позики (в роках).
Загальну суму
виплат (нарощена сума наприкінці терміну)  з урахуванням
нарахованих відсотків  можна
розрахувати за формулою
S = P + I = P + P*n*i = P*(1 + n*i), (2)
В формулах (1) і
(2)
n = t/K, (3)
де    t   – кількість
днів позики;
K — кількість
днів у році.

## Складні відсотки
Якщо відсотки не виплачуються відразу ж після
їхнього нарахування, а приєднуються до основної суми, для розрахунку нарощення
застосовуються формули складних відсотків. База для їх нарахування збільшується
з кожним періодом виплат.
Приєднання
нарахованих процентів до основної суми, що служить базою для їхнього
нарахування, називають капіталізацією процентів.
Формула для
розрахунку нарощеної суми наприкінці п-го року за умови, що відсотки нараховуються один раз
на рік, має вигляд: S = P*(1+i)^n, (4)
де  P — початковий розмір боргу;
i -  ставка нарощення за складними відсотками;
n — кількість років нарощення.
Відсотки за цей
же період (n років) визначаються за формулою: I = S — P = P*(1+i)^n — P = P*((1+i)^n-1)  .            (5)
Величина q = (1+i)^n  називається множником нарощення за складними відсотками, а формула (4) є основною формулою складних відсотків. Відсотки за кожний наступний рік збільшуються.

## Номінальна та ефективна ставка відсотків
При різних видах фінансових операцій можуть передбачатися різні схеми нарахування відсотків. Як правило, при цьому обумовлюється номінальна процентна ставка, зазвичай річна. Ця ставка, по-перше, не відображає реальної ефективності угоди і, по-друге, не може бути використана для зіставлень. Для того щоб забезпечити порівняльний аналіз ефективності різних фінансових угод, необхідно вибрати якийсь показник, який був би універсальним для будь-якої схеми нарахування. Таким показником є ефективна річна процентна ставка і, що забезпечує перехід від Р до S при заданих значеннях цих показників і одноразовому нарахуванні відсотків.
Загальна постановка задачі може бути сформульована таким чином. Задана початкова сума Р, річна процентна ставка (номінальна) j, число нарахувань складних відсотків m. Цьому набору вихідних величин в рамках одного року відповідає цілком певне значення нарощеної величини S. Потрібно знайти таку річну ставку і, яка забезпечила б точно таке ж нарощення, як і вихідна схема, але при одноразовому нарахуванні відсотків, тобто т = 1. Іншими словами, обидві схеми нарахування відсотків повинні бути рівносильними.
Т. ч., в рамках одного року можна стверджувати, що
                                      S=P*(1-j/m)^m .                                   (6)
З визначення ефективної річної відсоткової ставки випливає, що:
                                      S=P*(1+i), (7)
звідси:
                                      i=(1+j/m)^m-1 .                                   (8)
З формули (8) випливає, що ефективна ставка залежить від кількості внутрішньорічних нарахувань, причому з ростом m вона збільшується. Крім того, для кожної номінальної ставки можна знайти відповідну їй ефективну ставку; дві ці ставки збігаються лише при m = 1.
Саме ставка i є критерієм ефективності фінансової угоди і може бути використана для просторово-часових зіставлень.
Розуміння ролі ефективної процентної ставки надзвичайно важливо для аналітика фінансової служби підприємства. Справа в тому, що прийняття рішення про залучення коштів, наприклад, банківської позики на тих чи інших умовах, робиться найчастіше виходячи з прийнятності запропонованої процентної ставки, яка в цьому випадку характеризує відносні витрати позичальника. У рекламних проспектах мимоволі або навмисне увагу на природі ставки зазвичай не акцентується, хоча в переважній кількості випадків мова йде про номінальну ставку, яка може вельми істотно відрізнятися від ефективної.
Математично можна показати, що при m > 1 справедлива нерівність i > j, яка, очевидно, випливає і з фінансових міркувань.
З формули (8) можна знайти співвідношення для визначення номінальної ставки j, якщо відомі ефективна річна процентна ставка і та число нарахувань складних відсотків m:
j=m*(i+1)^(1/m)-1.                              (9)
Отже, номінальна відсоткова ставка — це річна ставка складних відсотків, виходячи з якої визначається величина ставки, що застосовується в кожному періоді при нарахуванні відсотків декілька разів на рік (щоденно, помісячно, щоквартально чи півріччя). Це, як правило, заявлена відсоткова ставка.
Ефективна ставка відсотків — це річна процентна ставка, що використовується як міра дохідності фінансової операції. Тобто, вона показує яка річна ставка простих відсотків дозволить досягнути такого ж фінансового результату, як і при нарахуванні складних відсотків один раз на рік. Ефективна ставка відсотків завжди більше номінальної.

## Фактори що впливають на розмір процентної ставки комерційних банків
1. Облікова ставка НБУ — це базисна ставка рефінансування, яка застосовується при кредитуванні комерційних банків. Останні встановлюють процентну ставку за кредитними операціями, як правило, вищою за облікову ставку. Однак це не є обов'язковою нормою. Якщо банк має дешевші ресурси, він може встановити нижчі процентні ставки для своїх кредитів.
2. Рівень інфляції повинен обов'язково враховуватись при встановленні як облікової ставки НБУ, так і ставки процента за кредитами комерційного банку, оскільки так чи інакше банки нестимуть збитки у зв'язку зі знеціненням грошей. Дешеві гроші (порівняно з іншими видами ресурсів) стимулюють ажіотажний попит на кредити, створюють умови для зловживань у банківській сфері та розбалансування економіки.
3. Строк кредиту — рівень процентної ставки перебуває у безпосередній залежності від строку кредиту: чим більше строк, тим вище процентна ставка. Така залежність зумовлена двома факторами: по-перше, за значних строків кредиту вищим є ризик втрати від неповернення кредиту та знецінення коштів під час інфляції; по-друге, вкладення коштів довгострокового характеру, як правило, приносять відносно вищу віддачу.
4. Витрати з формування позичкового капіталу, які безпосередньо впливають на величину процентної ставки за кредитами. Ці витрати складаються з депозитного процента та плати за кредит, що отриманий в інших банках. Чим дорожче банку коштують ресурси, тим вищою є норма позичкового процента.
5. Розмір позички — звичайно процент за великими кредитах повинен бути нижчим, ніж за дрібнішими, оскільки витрати, пов'язані з кредитною послугою, не перебувають у безпосередній залежності від її величини, а абсолютний дохід банку за великими позичками вищий, ніж за дрібними.
6. Попит на кредити. Звичайно збільшення попиту на кредити викликає збільшення процентних ставок за ними. Однак в умовах конкуренції між кредитними інститутами та боротьби за розширення ринків банки не можуть зловживати цим правилом. Вони мають можливість не підвищувати рівень процентних ставок при зростанні попиту на кредит, щоб залучити більшу кількість клієнтів та завоювати конкурентні переваги.
7. Характер забезпечення — кожна з форм забезпечення повернення кредитів має свій рівень надійності. Банк повинен оцінити якість відповідної форми забезпечення та встановити процентну ставку з урахуванням цих даних. Чим вище якість застави, тим нижчою може бути процентна ставка.
8. Витрати на оформлення позички і контроль безпосередньо впливають на рівень процентної ставки. Чим вищі ці витрати, тим вище норма позичкового процента.
9. Ставки банків-конкурентів. Звичайно вони не дуже відрізняються, однак в окремі періоди банк може проводити індивідуальну процентну політику.
10. Характер взаємовідносин між банком і позичальником. Постійному клієнтові, якого банк давно знає та якому довіряє, що має строковий вклад або депозит за невисокою ставкою, банк може встановлювати знижку при визначенні величини позичкового процента.
11. Норма прибутку від інших активних операцій. Якщо інвестиційні операції приносять відносно більший дохід (на одиницю вкладеного капіталу), ніж позичкові, то банку треба переглянути свою процентну політику в бік підвищення рівня процентних ставок.
12. Потреба отримання прибутку від позикових операцій. Норма позичкового процента повинна бути вищою за норму депозитного процента. Величина цієї різниці (маржа) використовується для покриття банківських витрат та формування прибутку.